# Borden-Kinkora
Pour les articles homonymes, voir Borden et Kinkora.
Circonscription électorale provinciale du Canada
Borden-Kinkora est une circonscription électorale provinciale de l'Île-du-Prince-Édouard (Canada). La circonscription est créée en 1996 à partir de portions des circonscriptions de 4e Prince et 5e Prince.

## Liste des députés
| Borden-Kinkora                                          | Borden-Kinkora  | Borden-Kinkora            | Borden-Kinkora  | Borden-Kinkora | Borden-Kinkora |
| Nom                                                     | Nom             | Parti                     | Mandat          | Législature    |                |
| ------------------------------------------------------- | --------------- | ------------------------- | --------------- | -------------- | -------------- |
| Pour la période 1873-1996, voir 4e Prince et 5e Prince. |                 |                           |                 |                |                |
|                                                         | Eric Hammill    | Progressiste-conservateur | 1996 - 2000     | 60e            |                |
|                                                         | Eric Hammill    | Progressiste-conservateur | 2000 - 2003     | 61e            |                |
|                                                         | Fred McCardle   | Progressiste-conservateur | 2003 - 2007     | 62e            |                |
|                                                         | George Webster  | Libéral                   | 2007 - 2011     | 63e            |                |
|                                                         | George Webster  | Libéral                   | 2011 - 2015     | 64e            |                |
|                                                         | Jamie Fox       | Progressiste-conservateur | 2015 - 2019     | 65e            |                |
|                                                         | Jamie Fox       | Progressiste-conservateur | 2019 - 2023     | 66e            |                |
|                                                         | Jamie Fox       | Progressiste-conservateur | 2023 - 2023     | 67e            |                |
|                                                         | Matt MacFarlane | Vert                      | 2024 - en cours | 67e            |                |

## Géographie
La circonscription comprend les villages de Bedeque, Borden-Carleton, Central Bedeque et Kinkora.